# Кортенедоло (Бреша)
Кортенедоло је насеље у Италији у округу Бреша, региону Ломбардија.
Према процени из 2011. у насељу је живело 342 становника. Насеље се налази на надморској висини од 887 м.